# Pemon
Le pemon (en espagnol : pemón ; autonyme : kamarakotos) est la langue caribe parlée par les Pemóns au Venezuela et au Guyana, le long du río Camarán (en).

## Nom
Selon le contexte et les locuteurs, cette langue peut également être appelée pemong au Venezuela, kamarakotos, pemong, taulipáng ou taurepáng au Brésil, et kamarakotos ou pemong au Guyana.

## Histoire
La présence des Pemóns au Guyana est relativement récente. En 1930, le révérend A.W. Cott de l'Église adventiste du septième jour se fait expulser du Venezuela et décide de s'établir au Guyana avec des collègues missionnaires et des Pemóns convertis.

## Utilisation
Le pemon est parlé par 24 080 personnes dont :
- 23100 au Venezuela en 2012, principalement dans l'État de Bolívar (municipalité de Gran Sabana et ses environs). Tous les adultes le parlent et certains sont encore monolingues, le reste utilisant également l'anglais et l'espagnol. Il est de moins en moins utilisé par la jeune génération qui se tourne elle aussi vers l'anglais et l'espagnol. Il est parlé comme langue seconde par les locuteurs du ninam et du sapé (en). La langue est reconnue par l'article 4 de la loi vénézuélienne sur les langues indigènes de 2008 ;
- 500 au Brésil en 2012, principalement dans l'État de Roraima (le long du rio Branco et près de la frontière avec la Guyane, beaucoup utilisent aussi le portugais ;
- 480 personnes au Guyana en 1990, principalement dans la région de Cuyuni-Mazaruni (villages de Paruima et Kaikan sur la savane des hauts plateaux).

## Caractéristiques
Le pemon est une langue caribe faisant partie du groupe des langues pemóns.

### Dialectes
Il existe les dialectes suivants, :
- au Venezuela : kamarakoto, arekuna, et taurepan ;
- au Brésil : taulipang (taurepa, taurepan, taurepang), camaracota (ipuricoto), arecuna (arekuna, aricuna, jaricuna), ingarikó (ingaricó) ;
- au Guyana : camaracoto, taurepan (taulipang, taurepa, taurepang), arecuna (arekuna, aricuna, jaricuna).

Le dialecte du kamarakoto (camaracoto, ipuricoto) pourrait être une langue distincte.

### Écriture
Au Venezuela, le missionnaire Cesário de Armellada utilise un alphabet latin avec 9 voyelles ‹ a, ä, e, ë, i, o, ö, ü › et 14 consonnes ‹ b, ch, d, h, k, m, n, ñ, p, r, s, t, v, y › dans la grammaire et dictionnaire pemon publiés en 1943 et 1944. Cette orthographe a été adaptée dans la révision de la grammaire en collaboration avec le père Jesús Olza ou dans la grammaire didactique de Mariano Gutiérrez, publiées dans les années 1980, 1990 et 2000.
Cette orthographe est cependant différente de celle utilisée par les locuteurs pemons, qui a évolué depuis à la suite de différentes propositions adoptées par les instructeurs.
| a | ch | d | e | i | k | m | n | ö | p | r | s | t | u | ü | w | y |

Le n tilde ‹ ñ › est utilisé en kamarakoto.

## Phonologie
La base de données South American Phonological Inventory Database (Saphon) propose un inventaire de 21 phonèmes pour le taurepang et 17 phonèmes pour l’arekuna, tous deux repris dans PHOIBLE.
L’inventaire du taurepang est basé sur les travaux Edward Tuggy, de Walter F. Edwards, et de Katia Nepomuceno Pessoa.
L’inventaire de l’arekuna est basé sur les travaux de Maria Odileiz Sousa Cruz et de Katia Nepomuceno Pessoa.

### Voyelles
|         | Antérieure | Centrale | Postérieure |
| ------- | ---------- | -------- | ----------- |
| Fermée  | /i/        | /ɨ/      | /u/         |
| Moyenne | /e/        | /ɤ/      | /o/         |
| Ouverte |            | /a/      |             |

Edwards indique que le phonème /ɤ/ (décrite comme une voyelle moyenne postérieure non arrondie mais qu’il transcrit ‹ ɵ ›) a pour allophone [ə] en position relâchée et que le phonème /ɨ/ est parfois réalisé comme [ɯ] en syllabe accentuée,. Les inventaires arekuna de Saphon et PHOIBLE utilisent plutôt respectivement [ɤ] et [ɯ],.
|         | Antérieure | Centrale | Postérieure |
| ------- | ---------- | -------- | ----------- |
| Fermée  | /i/ iː/    |          | /u/ uː/     |
| Moyenne | /e/ eː/    | /ə/      | /o/ oː/     |
| Ouverte |            | /a/ aː/  |             |

### Consonnes
|               |               | Bilabiale | Dentale | Palatale | Vélaire | Glottale |
| ------------- | ------------- | --------- | ------- | -------- | ------- | -------- |
| Occlusives    | Occlusives    | /p/       | /t/     |          | /k/     | /ʔ/      |
| Fricatives    | Fricatives    |           | /s/     |          |         |          |
| Nasales       | Nasales       | /m/       | /n/     |          |         |          |
| Liquides      | Liquides      |           | /ɾ/     |          |         |          |
| Semi-voyelles | Semi-voyelles | /w/       |         | /j/      |         |          |

En 1978, Walter F. Edwards identifie [ʔ] comme allophone du phonème [k] en fin de syllabe en arekuna.
En 1995, Maria Cruz identifie [ʔ] en taurepang comme allophone d'une fricative glottale /h/ et [tʃ] comme phonème. En 2006, Katia Nepomuceno Pessoa, dans sa thèse dirigée par Cruz, identifie une occlusive glottal /ʔ/ comme phonème pouvant être réalisé [h] ou  [k̚] en fin de mot, [ʔ] ou [k] ou [k̚] en fin de syllabe, [h] en fin de syllabe avant une fricative, ou encore [ç] après [i] et une consonne fricative alvéolaire sourde /s/ comme phonème pouvant être réalisé [ʃ] ou [tʃ] avant une voyelle palatale /i/ ou /u/.